# Zoothera heinei
Zoothera heinei (лат.) — вид птиц из семейства дроздовых.

## Таксономия
Близкие родственники более широко распространенного вида Zoothera lunulata. Выделяют четыре подвида, причем новогвинейский Z. heinei papuensis может оказаться отдельным видом.

## Распространение
Обитают в восточной части Австралии и на Папуа-Новой Гвинее. Естественной средой обитания являются умеренные леса и субтропические или тропические влажные равнинные леса.

## Описание
Длина тела 26-29 см. Оперение выглядит серо-коричневым на расстоянии. Яркой чертой оперения является узор из тёмных чешуек в форме полумесяца. Ноги птицы телесного цвета. В полёте становится видна широкая черно-бледно-белая полоса на нижней поверхности крыла.

## Охранный статус
МСОП присвоил виду охранный статус LC.